# Teen Beach 2
Teen Beach 2 ist ein US-amerikanischer Fernseh-Musicalfilm von Jeffrey Hornaday aus dem Jahr 2015 mit Ross Lynch und Maia Mitchell in den Hauptrollen. Der Disney Channel Original Movie ist die Fortsetzung zu Teen Beach Movie aus dem Jahr 2013.

## Handlung
Für McKenzie und Brady sind die Sommerferien zu Ende und sie müssen zurück in die Schule. Dort machen ihnen Schulstress und Beziehungsprobleme den Alltag schwierig, da es zwischen der ehrgeizigen McKenzie und dem lockeren Spaßvogel Brady immer häufiger zu Reibereien kommen. Doch dann bekommen sie überraschend Besuche von Lela und Tanner aus „Wet Side Story“, die in der realen Welt auftauchen. Dadurch wird der Alltag der beiden auf den Kopf gestellt und sie müssen sich die Frage stellen, wie sie Lela und Tanner in den Film zurück kriegen.

## Produktion und Veröffentlichung
Produktion
Im April 2014 kündigte der Disney Channel eine Fortsetzung zu Teen Beach Movie für den Sommer 2015 an. Der Film entstand im Juli 2014 in Puerto Rico. Somit ist dies der vierte Disney Channel Original Movie nach Prinzessinnen Schutzprogramm, Die Zauberer vom Waverly Place – Der Film und Teen Beach Movie, der in Puerto Rico produziert wurde.
Veröffentlichung
Die Erstausstrahlung auf dem US-amerikanischen Disney Channel am 26. Juni 2015 verfolgten 5,8 Millionen Zuschauer, dies sorgte dafür, dass der Film zum erfolgreichsten Disney Channel Original Movie 2015 wurde. Insgesamt wurde der Film in den ersten vier Tagen nach der Erstausstrahlung 7,5 Millionen Mal gesehen worden. Die DVD-Veröffentlichung in den USA erfolgte am 26. Juni 2015.
In Deutschland wurde der Film am 26. Juli 2015 auf Disney Cinemagic ausgestrahlt. Die Free-TV-Premiere fand am 18. Juli 2016 auf ProSieben statt. Die DVD-Veröffentlichung folgte am 22. September 2016.

## Besetzung und Synchronisation
Die deutsche Synchronisation entstand unter der Dialogregie von Ludwig Schultz durch die Synchronfirma SDI Media Germany GmbH in Berlin.
| Rollenname | Schauspieler/in      | Synchronsprecher/in |
| ---------- | -------------------- | ------------------- |
| Brady      | Ross Lynch           | Marcel Mann         |
| McKenzie   | Maia Mitchell        | Kristina Tietz      |
| Lela       | Grace Phipps         | Shanti Chakraborty  |
| Tanner     | Garrett Clayton      | Roman Wolko         |
| Butchy     | John DeLuca          | Dirk Petrick        |
| Cheechee   | Chrissie Fit         | Julia Stoepel       |
| Alyssa     | Piper Curda          | Marieke Oeffinger   |
| Devon      | Raymond A. Cham, Jr. | Konrad Bösherz      |
| Spencer    | Ross Butler          | Patrick Roche       |
| Seacat     | Jordan Fisher        | Nico Sablik         |
| Rascal     | Kent Boyd            | Christian Zeiger    |
| Kiki       | Caithlynn Lawson     | N/A                 |

## Soundtrack
Der Soundtrack erschien am 23. Juni 2015 in den Vereinigten Staaten und in Deutschland.
| #   | Titel                        | Interpret                                                                                           | Länge |
| --- | ---------------------------- | --------------------------------------------------------------------------------------------------- | ----- |
| 1.  | Best Summer Ever             | Ross Lynch, Maia Mitchell, Garrett Clayton, Grace Phipps, John DeLuca, Jordan Fisher & Chrissie Fit | 3:28  |
| 2.  | On My Own                    | Ross Lynch                                                                                          | 2:25  |
| 3.  | Right Where I Wanna Be       | Garrett Clayton & Grace Phipps                                                                      | 2:29  |
| 4.  | Falling for Ya               | Jordan Fisher & Chrissie Fit                                                                        | 2:04  |
| 5.  | Wanna Be With You            | Jordan Fisher                                                                                       | 2:51  |
| 6.  | Twist Your Frown Upside Down | Ross Lynch, Maia Mitchell, Garrett Clayton & Grace Phipps                                           | 2:58  |
| 7.  | Silver Screen                | Ross Lynch & Maia Mitchell                                                                          | 2:58  |
| 8.  | Rescue Me                    | Sabrina Carpenter                                                                                   | 2:34  |
| 9.  | Gotta Be Me                  | Ross Lynch, Maia Mitchell, Garrett Clayton, Grace Phipps, John DeLuca & Jordan Fisher               | 3:53  |
| 10. | Meant to Be (Reprise 3)      | Ross Lynch, Maia Mitchell, Garrett Clayton & Grace Phipps                                           | 1:55  |
| 11. | That’s How We Do             | Ross Lynch, Maia Mitchell, Garrett Clayton & Grace Phipps                                           | 3:36  |
| 12. | Starting Over                | R5                                                                                                  | 2:55  |
| 13. | On My Own                    | Ross Lynch                                                                                          | 3:27  |
| 14. | Best Summer Ever             | Matthew Tishler & Amy Powers                                                                        | 3:28  |
| 15. | Gotta Be Me                  | Niclas Molinder, Joacim Persson, Johan Alkenäs & Charlie Mason                                      | 3:54  |